# Colin Francis MacKinnon
Pour les articles homonymes, voir MacKinnon.
Colin Francis MacKinnon, né le 20 juillet 1810 et mort le 26 septembre 1879, est un prélat canadien qui fut l'évêque d'Arichat de 1851 à 1857.

## Biographie
Il naît le 20 juillet 1810 à Antigonish, fils de John McKinnon et d'Una McLeod. Après avoir été élève du collège de la Propagande, à Rome, il est ordonné le 1er janvier 1827 à Rome, par le cardinal Fransoni, préfet de la Propagande. Il est curé de Saint-André d'Antigonish, de novembre 1827 au 24 février 1852. 
Préconisé par la bulle de Pie IX, évêque coadjuteur de Mgr Fraser, premier évêque d'Arichat, il reçoit la consécration des mains de Mgr Walsh, évêque d'Halifax, le 25 février 1852, et à la mort de Mgr Fraser, en octobre 1851, il prend immédiatement possession du siège épiscopal. Il se rend à Rome en 1855, en 1867 et en 1869, et pendant ce dernier voyage, il visite la Terre sainte avec Mgr McIntyre, évêque de Charlottetown. 
Il fonde à Antigonish le célèbre St. Francis Xavier College avec un séminaire, qui deviendra université.
Il se démet de son siège le 17 juillet 1877, est nommé archevêque titulaire d'Amida (de) et meurt le 26 septembre 1879.